# The Dance of Eternity
"The Dance of Eternity" je deveta skladba s albuma Metropolis Pt. 2: Scenes from a Memory (izdan 1999. godine) američkog progresivnog metal sastava Dream Theater. Osim na studijskom izdanju, pjesma je još uključena u uživo izdanje Live Scenes from New York i DVD video izdanje Metropolis 2000: Scenes from New York. 

## Glazbena struktura
Pjesma se često smatra najprogresivnijom i najkompleksnijom skladbom Dream Theatera. Brojne mjere su korištene u skladbi: 2/4, 3/4, 4/4, 5/4, 6/4, 3/8, 5/8, 7/8, 9/8, 11/8, 12/8, 15/8, 5/16, 6/16 i 7/16. Bubnjar Mike Portnoy je u izjavio kako je sastav imao namjeru napraviti vrlo progresivni instrumental otprilike u sredini albuma, isto kao što su napravili instrumental u sredini pjesme "Metropolis Pt. 1: The Miracle and the Sleeper". 

## Izvođači
- John Petrucci - električna gitara
- John Myung - bas-gitara
- Mike Portnoy - bubnjevi
- Jordan Rudess - klavijature

## Vanjske poveznice
- www.dreamtheater.net
- Službene stranice sastava Dream Theater - album Scenes from a Memory  Arhivirana inačica izvorne stranice od 23. prosinca 2008. (Wayback Machine)